# Arthon (fromage)
Pour la commune, voir Arthon.
L'Arthon est un fromage français, produit dans l'Indre, Centre-Val de Loire. Il porte le nom de la commune d'où il est originaire : Arthon. Il fait partie des nombreux fromages dérivés du Pouligny-saint-pierre.

## Fabrication
L'Arthon est un fromage à base de lait de chèvre.